# Lipki (Tłuczewo)
Lipki – część wsi Tłuczewo w Polsce, położona w województwie pomorskim, w powiecie wejherowskim, w gminie Linia.
W latach 1975–1998 Lipki administracyjnie należały do województwa gdańskiego.